# Deux vérités (bouddhisme)
 (octobre 2022).
- Si vous ne connaissez pas le sujet, laissez ce bandeau (vous pouvez alors contacter les auteurs).
- Si vous supprimez le contenu mis en cause (vous pouvez préalablement contacter les auteurs),

argumentez précisément cette suppression dans la page de discussion
(un manque de référence n'est pas un argument ; une recherche réelle de référence doit avoir été effectuée, être formellement documentée).
Pour l’article homonyme, voir Les Deux Vérités (film).
La doctrine ou notion de deux Vérités ou de Vérité double fait référence à la distinction de deux registres de vérité correspondant à deux niveaux de réalité. Cette notion, ancienne dans la spiritualité orientale, est devenue un élément essentiel de la doctrine bouddhique, particulièrement pour l'école Madhyamaka.

## Origines

### Historique
« Équivoque et inépuisable »

— Raymond Aron (à propos de l'Histoire)
La distinction de deux Vérités remonte à l'antiquité indienne, déjà présente dans les textes de l'Agama hindou et du bouddhisme ancien sous les termes pali : sammuti-sacca et paramattha-sacca. La pensée indienne refuse par là le principe d'une vérité univoque et prend déjà en compte un clivage de deux niveaux de réalité (mondain et ultime) correspondant à deux registres de vérités : relatives (empiriques) et absolue (Brahman, la Réalité suprême). Le sanskrit : satya, qualifiant saṃvṛti et paramārtha, est amphibologique, pouvant être traduit par « être », « réalité » ou « vérité » notions équivalentes pour l'esprit indien pré-bouddhique.
Cette distinction concerne, au plus profond, l'« élucidation systématique de l'Absolu et du Monde », de l'Un et du Multiple, en correspondant à deux modes de connaissance, le rationnel et le sensible d'une part, et l'expérience spirituelle d'ordre suprarationnel d'autre part. Elle réalise une coupure épistémologique entre ce qui est différencié, conceptuel, confectionné, et ce qui est indifférencié là où les Grecs distinguent l'opinion et le savoir.
Elle est reprise ensuite pour devenir l'une des principales idées qui traversent le bouddhisme. Elle est présente dans les classiques bouddhiques, et le Bouddha lui-même ne cesse de répéter à propos de sa doctrine : « je l'enseigne comme double », renoncement essentiel à l'idée d'une Vérité unidimensionnelle et ontique, doctrine que Nāgārjuna développe dans ses stances :

« C'est en prenant appui sur les deux Vérités que les Buddha enseignent la Loi, d'une part la Vérité conventionnelle et mondaine, d'autre part la Vérité de sens ultime »

— Nagarjuna, Stance XXIV,8
Elle acquiert alors un rôle décisif dans le Mahayana et surtout dans le Madhyamaka où elle occupe une place spéciale. Les textes bouddhiques relatifs à cette distinction sont parfois proches de leurs origines védantiques ou védiques, mais plus par leur teneur littérale (on rencontre souvent des analogies dans les exemples) que dans le système doctrinal. Certaines écoles tibétaines adoptent cependant une interprétation quasi védantique, proche de la notion de Réalité absolue (Brahman) , et se distinguent ainsi nettement de la position « institutionnalisée » par Nagarjuna et  abondamment commentée par Bhavaviveka puis Chandrakîrti.

### Fondements et motivations
- Fondements épistémiques

En Occident la vérité est une notion épistémologique, et les occidentaux cherchent à connaître la vérité. Dans l'Inde la vérité est un fait ontologique, et les indiens veulent la réaliser, selon une philosophie pour laquelle connaître l'Absolu (le Brahman) c'est le devenir, et on devient ce que l'on contemple,.
Marcel Gauchet explique que la doctrine des deux Vérités tente, dans une démarche propre à certaines spiritualités orientales et inverse de celle du christianisme, de colmater la coupure ontologique entre empirique et métempirique marquant les religions archaïques et correspondant aux pôles mondain et ultramondain. Leur distinction permet alors de saisir simultanément profane et sacré, acte rituel et non-pensée, dans une réconciliation paradoxale et dialectique.
Les Quatre nobles vérités sont évacuées dans le Sūtra du Cœur : comment ne pas y voir une contradiction ? Si les Quatre nobles vérités sont vraies et si leur contraire l’est aussi, ils ne peuvent pas l’être au même niveau ou selon la même acception, la seule manière de l’éviter est de recourir à différents ordres de vérité. C’est précisément pour résoudre ce point qu’intervient la distinction entre paramārthasatya et saṃvṛtisatya.
D'autre part, pour le Bouddhisme, la vérité acquiert un statut sotériologique, et le concept de double vérité permet de résoudre également d'autres contradictions inhérentes à la dualité (statut ontologique de l'illusion, statut épistémologique du faux) par une analyse, plutôt que par une synthèse hégélienne suspecte puisque construction mentale.
- Motivations doctrinales

Les opposants au Madhyamika lui reprochent la thèse de la vacuité (sanskrit : śūnyatā) qui serait une menace pour la morale en tant que nihilisme. La défense du Madhyamaka s'organise autour de cette distinction entre les deux Vérités : la vacuité de tous les dharmas en Vérité ultime assure la sotériologie, mais la moralité mondaine n'est pas menacée puisque la convention garde sa légitimité en Vérité mondaine.
Le Yogacara, qui se définit aussi comme une voie médiane, cherche un équilibre en se préoccupant autant de la Vérité mondaine, Réalité contingente, que de la Vérité ultime, alors que le Madhyamika, qui les distingue sans les opposer, semble pourtant privilégier celle-ci. Ainsi dans une confrontation avec des tantristes « anciens », Kun Legs, moine bouddhique, yogin tibétain, écrit à ses coreligionnaires : « Vous devriez faire de notre religion la religion [un Dharma] de la Vérité absolue ».
La distinction de deux Vérités est fondamentale pour démarquer le bouddhisme de l'hindouisme, car la vérité une fois pluralisée n'est plus compatible avec un Soi (âtman) ou un Absolu (Brahman). « Ceux qui ne discernent pas la distinction de ces deux Vérités ne discernent pas, dans la doctrine du Bouddha, la Réalité profonde » et sont victimes de la nescience.
- Pragmatique

Sur un plan très pragmatique, Guy Bugault souligne que dans les communautés bouddhiques, les clercs dépendent des laïcs pour leur subsistance et que le Bouddha est ainsi enclin à évoquer deux versants, mondain et non mondain.

## Vérité mondaine (saṃvṛti-satya)
« Là où tout fait obstacle, c'est le mondain. »

— Chandrakîrti

### Étymologie
Le terme généralement traduit par « Vérité mondaine » est le sanskrit : saṃvṛti-satya construit sur saṃvṛti « mondain » et satya « vérité ». satya est un dérivé nominal du participe présent du verbe as (être): sat (étant), auquel s'ajoute le suffixe -ya, qui sert à former des adjectifs possessifs ou des substantifs neutres abstraits. Il forme aussi des participes futurs passifs, avec sens passif d'obligation, de nécessité ou de possibilité. Cette possibilité explique les interprétations de satya comme "ce qui devrait être".
Le courant philosophique du « Rien qu'esprit » (sanskrit : Cittamatra) utilise plutôt l'expression « domaine des facteurs de composition » soulignant l'absence d'essence des êtres et des choses. On trouve également « Vérité vulgaire et contingente » en raison de son opportunisme à visée sotériologique.
En japonais le sanskrit est traduit par 世俗 (sezoku) signifiant « mondain » mais également par « recouvrir ». T. Yamauchi rapproche l'étymologie du sanskrit : saṃvṛti (enveloppement, fait de couvrir de tous les côtés) de celle proposée par Heidegger pour le mot de grec ancien : ἀλήθεια (entdecken) et de sa traduction en allemand qu'il décompose en ἀ-λήθεια et ent-decken : le retrait de la couverture découvre la vérité.

### Les obstacles de la vérité mondaine
Pour illustrer l'aphorisme de Chandrakîrti repris par T. Yamauchi « Là où tout fait obstacle, c'est le mondain », on peut alors distinguer trois genres d'obstacles caractérisant la Vérité mondaine:
- La dépendance, le relatif, conséquence de la notion bouddhique de coproduction conditionnée entraînant l'absence d'ipséité et la relativité de tous les phénomènes et êtres ;
- La convention, la glose le langage et la conceptualisation, « gloser seulement sur la glose » ;
- L'ignorance, l'erreur, fantasme ou illusion qui couvre la réalité et la véracité des choses.

### Aspects de la Vérité mondaine

#### Connaissance et langage
Les textes du Véda expriment de façons diverses l'idée que la Vérité conventionnelle est la perte de l'innocence, conséquence de la connaissance qui masque le réel : « L'ultime n'est pas du domaine de l'intelligence, car l'intelligence est dite ce qui masque », « la raison voile la vraie nature de la vérité » et « l'inscience [perception et inférence], est un écran qui cache la Réalité suprême », notion védantique et bouddhique de surimposition. Michel Hulin commente la notion du sanskrit : avidyā « ignorance métaphysique » véritable rêve collectif présidant au langage et dont rien dans l'espace social ne peut éveiller les individus. Cette notion est en partie reprise par l'ensemble des écoles bouddhiques, particulièrement à propos du langage qui reflète et renforce l'ignorance.
L'imaginaire produit l'essence générale, artificielle, commune à plusieurs objets, et « substantialise » à l'aide de mots l'objet et le sujet. Le symbolique, prenant les mots pour des choses, conceptualise et hypostasie les constructions imaginaires, qui ne sont pourtant que des vues de l'esprit dépourvues de portée existentielle ou ontologique. La pensée détermine alors une essence générale de l'objet, forme abstraite qui n'est pas réelle mais imaginaire et l'intelligence cherche ainsi à se rendre présente en visualisant et « réalisant » les objets y compris la vacuité, alimentant encore la vie psychique.

#### Code d'usage conventionnel
Ces constructions imaginaires sont cependant utiles au niveau pragmatique et « le Bouddha crut devoir, en s'inspirant d'une conception vulgaire et contingente [saṃvṛti-satya] (...) ne point renoncer à la tradition verbale ni, comme pis-aller, à la lettre écrite ». Du fait qu'il enseignait à des hommes, le Bouddha devait avant tout prendre en compte leurs limitations afin de pouvoir communiquer son « illumination ». Il n'accepta cependant le fondement dualiste et dialectique de la pensée que moyennant que fut reconnue la nature relative, donc non ultime, de toute pensée humaine.
La Vérité conventionnelle et mondaine est donc d'abord l'ensemble des normes qui règlent le échanges dans la société, vérité pragmatique et codée, convention qui s'ignore et se prend pour un absolu, ou erreur qui se connaît, code d'usage du monde. Chandrakîrti détermine la Vérité mondaine comme étant l'ici-bas et Bhavaviveka définit l'erreur mondaine : la distinction entre le vrai et le faux, qui ajoute la valeur à l'existence, le sens à l'être.

#### Causalité et dialectique
Dans le cadre de la Vérité mondaine la logique aristotélicienne s'applique, il faut choisir entre être et non-être (les deux premières positions du tétralemme) et la dialectique fonctionne à ce niveau, avec ou sans dépassement des opposés.
Selon le Védanta la causalité permet de quitter l'illusion subjective mais nous maintient dans l'illusion objective, hors de la Réalité, ce qui nous apparaît comme mien ou moi se ramenant à une série de causes et d'effets. Le bouddhisme invoque, plutôt que la causalité, le principe de la « coproduction conditionnée » qui établit une relation entre les êtres, mais que l'on prend pour un lien réel en logique mondaine parce que l'on est au monde et que l'on ne peut s'en abstraire.

#### Sotériologie
Les principes du bouddhisme ne sont que des artifices, moyens habiles (sanskrit : upaya) à visée sotériologique dans le cadre de la Vérité mondaine, pragmatique et opportuniste. Ainsi, la notion d'éveil, comme la coproduction conditionnée conçue comme une relation, et l'impermanence qui est le sens profond des Quatre nobles vérités (la « voie du milieu ») relèvent de la Vérité conventionnelle et mondaine,.
La distinction entre le recueillement (sanskrit : dhyana) et sapience (sanskrit : prajna), méditation et enseignement, s'estompe, selon certaines écoles, pour n'être également qu'un phantasme de la Vérité conventionnelle.

### Vérité mondaine et psychanalyse
« Le nouvel être humain est, là, en position de créer le monde. Son motif est le besoin personnel ; nous assistons à la transformation progressive du besoin en désir. »

— D. H. Winnicott La nature humaine
L'intérêt pour le Bouddhisme Zen s'accroît parmi les psychanalystes et, par son article dans le numéro des Cahiers de l'Herne consacré au Nirvana, Georges Allyn rapproche la doctrine bouddhique et la théorie psychanalytique à partir de la notion de Vérité mondaine.
Il reprend la thèse psychanalytique de Winnicott selon laquelle l'expérience de satisfaction fait apparaître la réalité et le désir comme des résultats de l'hallucination, avec comme conséquence l'apparition de la dualité sujet / objet. L'homme est dans l'illusion d'être en contact avec le monde, en réalité il n'est en contact qu'avec des mots, projetant ses sensations et idées sur les choses, dans l'aliénation d'être gouverné par des objets chargés de ses sensations.
Comme le bouddhisme (surtout le Vijnanavada), la psychanalyse refuse tout statut ontologique à l'objet psychologique du désir que l'un et l'autre conçoivent comme une construction psychique : la pulsion auto-engendre son objet, selon le « principe de plaisir » freudien, un monde imaginaire remplaçant alors chez le nourrisson la « symbiose, la non-différenciation primitive » (Winnicott), « la perception primordiale et l'innocence adamique » (Suzuki), « l'appréhension immédiate du monde » (Fromm). Mais puisque l'objet réel n'existe pas « en soi », le psychanalyste constate que « l'esprit suscite des pseudo-objets dont il se sert pour cautionner l'illusion que son désir a été véritablement satisfait ».
Le Védanta dit la même chose avec Sankara, ce que Michel Hulin commente ainsi : « Ce principe selon lequel l'avidyā s'actualise en nous sous la forme du désir (...) et d'un désir inévitablement frustré parce qu'au départ ignorant de son véritable but, conduit directement à ce qui constitue le corrélat intelligible du saṃsāra, à savoir le karman ou acte porteur de sens » : en Vérité mondaine, ce qui nous apparaît comme moi se ramène à des séries karmiques de causes et d'effet. Pour le bouddhiste également, en Vérité mondaine cette absence d'en soi de l'objet de nature à satisfaire le désir explique que toute chose est illusion, et tout désir souffrance : le désir ne peut être satisfait que dans le cadre de la Vérité ultime, par son extinction dans le Nirvana.
L'illusion de trouver dans la réalité ce qui a été halluciné permet au bébé, après l'instauration de la capacité de relation, de grandir pour dire finalement « Je sais qu'il n'y a pas de contact direct entre la réalité extérieure et moi, simplement une illusion de contact », et opérer, comme le propose la doctrine bouddhique, un retournement du psychisme.

« Les philosophes ont toujours été soucieux de la signification du mot réel (...) mais tous les philosophes ne sont pas capables de voir que ce problème qui obsède tout être humain décrit en fait la relation initiale à la réalité extérieure lors (...) de n'importe quel premier contact. »

— D. H. Winnicott, Relation avec la réalité extérieure
Certains psychiatres (comme Bin Kimura, psychiatre formé à l'École de Kyoto imprégnée des spiritualités orientales et du Zen en particulier) considèrent que le surgissement de la bipartition moi / non-moi, lorsque l'enfant s'installe dans la samvrti-satya, est la première catastrophe,.

## Vérité de sens ultime (paramārtha-satya)
« Si l'on croit que c'est vrai, c'est faux ; si l'on sait que c'est faux, alors c'est vrai. »

— Jacques May cité par Guy Bugault - Vacuité et bon sens

« Dès que l'on comprend correctement, il n'existe plus ni faux ni vrai ; il est donc inutile de se dégager du faux pour rechercher le vrai. »

— Bodhidharma - Mélanges I
Le Soûtra de l'Entrée à Lankâ (sanskrit : Lankâvatâra) indique qu'il y a deux manières de caractériser la pratique des Auditeurs, buddhas-pour-soi et bodhisattva : la réalisation proprement dite et son enseignement : « la première est accès à l'intériorité (...) ne présentant rien de commun avec les spéculations philosophiques. Quant à l'enseignement, il varie, il éloigne des [dualités] en utilisant d'habiles moyens salvifiques au bénéfice d'autrui ».

### Étymologie - interprétation - traduction
Le terme généralement traduit par « Vérité de sens ultime » est le sanskrit : paramartha-satya.
Le sanskrit est construit sur parama « ultime », artha « sens » et satya "vérité". satya est un dérivé nominal du participe présent du verbe as (être): sat (étant), auquel s'ajoute le suffixe -ya, qui sert à former des adjectifs possessifs ou des substantifs neutres abstraits. Il forme aussi des participes futurs passifs, avec sens passif d'obligation, de nécessité ou de possibilité. Cette possibilité explique les interprétations de satya comme "ce qui devrait être". Le champ sémantique de artha  est très vaste : « but, cause, sens, objet, réalité, etc. ». Les traductionsoscille donc entre « sens » et « réalité ». Parama est le superlatif de para et signifie « le plus loin, le plus haut, le meilleur, excellent, suprême, extrême ». Il est donc traduit par « ultime ». En chinois (et en japonais), on le traduit  par 最 勝 ( saishô, en chinois zuisheng), qui signifie "plus" sai 最 "supérieur" shô 勝 ce qui est cohérent avec le sanskrit.
Comme le terme sino-japonais shô 勝 signifie aussi « vainqueur », il est parfois traduit par « vainqueur » dans le contexte sino-japonais, que retient en particulier T. Yamauchi qui traduit parfois « sens ultime » paramartha par « Sens Vainqueur ».

### Intellection: Vérité ultime
« Comprendre cela, c'est l'éveil (bodhi). »

— Guy Bugault - Notion de prajna ou de sapience
La Vérité ultime est généralement évoquée par des moyens indirects, et selon J. W. De Jong (en) il en existe trois qui permettent d'orienter vers le paramartha, de le suggérer : négation (énoncés apophatiques ou paradoxaux), coïncidence des opposés (dialectique par exemple entre Vérité ultime et Vérité mondaine), désignation par métaphore (par exemple la vacuité).
Patrick Carré relève cependant une approche plus positive de la part de l'École tibétaine shentong Kagyu selon laquelle la Sagesse est d'une nature bien réelle possédant des qualités intrinsèques qui ne fait cependant pas l'objet d'une connaissance analytique juste mais uniquement d'une perception directe. Dans cette conception, les enseignements sur la Vérité ultime sont de sens définitif, et ne sont donc pas vacuité.
Cette section présente une vue de l'approche par l' intellection (ou gnoséologie, ou enseignement) qui, selon le Lankavatara Soûtra, éloigne des [dualités] en utilisant d'habiles moyens salvifiques au bénéfice d'autrui.

#### Principales notions
« Qu'une qualité puisse se laisser enfermer dans les limites d'une définition ou même d'une intuition intelligible, définitivement, c'est un postulat de la pensée européenne, mais ne correspond pas à la pratique de yogin bouddhiste. »

— Guy Bugault - Notions de prajna ou de sapience

##### Vérité - Sens - Réel
Le contenu de notions relatives au paramartha telles que réel, réalité, sens, vérité, connaissance, intuition, et leurs inter-relations, ne sont pas définis dans leurs emplois à propos de la Vérité ultime, mais dans les traductions leur usage reste proche de la culture occidentale. Pour esquisser leur contour sémantique on peut les rapprocher[Qui ?] de propositions occidentales contemporaines, avec Lacan et sa trilogie (réel, symbolique, imaginaire, correspondant également aux trois degrés dans la nature des choses distingués par le Yogacara) considérant que « le  symbolique a expulsé le réel de la réalité », et Gadamer pour qui « l'être [le sens] transmute le réel en vérité ».
Dans la logique indienne, toutes les représentations, caractères, catégories, sont des formes générales, imaginaires, irréelles, factices, des objets du réel. Selon Dignāga (école Nyaya, Inde, VIe siècle) c'est l'efficience qui caractérise le réel, le point-instant étant le seul réel de façon ultime car l'image mentale n'a pas d'efficience propre.
Le Madhyamika est radical : « comprendre le sens ultime c'est comprendre qu'il n'y a rien à comprendre » mais le Yogacara et les mystiques considèrent que le « silence des saints » est comme une compréhension par intuition, intuition de quelque chose mais incommunicable, proche du Brahman.
T. Yamauchi définit la Vérité absolue par rapport une Réalité absolue, mais cette notion de « Réalité absolue » comporte encore une dimension d'objet avec une notion de sacré (au sens étymologique du sanskrit), ce que les Madhyamika reprochent au Vijnanavada et Yogacara parce qu'elle les rapproche de l'ontologie brahmanique (l'Absolu du Brahman).
Selon G. Bugault, cette dimension est éloignée du bouddhisme car selon le Madhyamika la Réalité absolue est « translogique et indéterminable », puisqu'elle ne tombe pas sous l'emprise de la dualité « permanence / impermanence » ou « soi / non-soi ». Connaître la Réalité absolue n'a donc pas de sens pour le Madhyamika qui cherche par le « noble silence », à éviter toute connotation objective. « Noble silence », substitut bouddhique à une connaissance du réel, que Ludovic Viévard tente d'exprimer d'un point de vue subjectif avec cette formule « intuition avec non-saisie d'aucun objet », et que Vasubandhu complète avec le point de vue objectif : « La nature parfaitement établie [le réel] est le dépendant [la réalité] de tout temps et à jamais débarrassé de l'appréhensible et du préhenseur ».

##### Ultime - Absolu
En sanskrit, le terme ultime renvoie au champ sémantique de l' absolu défini comme étant la véritable nature des choses, le fait pour les choses d'être ainsi, leur ainsité, leur siccéité. Les termes du sanskrit renvoyant au champ sémantique de l'absolu sont nombreux et vacuité et absolu sont ramenés l'un à l'autre par une chaîne de synonymes,.
Alors que dans la pensée indienne la « Vérité ultime » est la connaissance de la Réalité absolue, de la « Réalité vraie », la notion bouddhique de « Sens ultime » fait au contraire référence à une signification, « dernier mot des choses » avant le « silence des saints »,.
L'utilisation bouddhique du terme (« absolu ») ne se justifie que par son efficacité : il ne s'agit que d'une notion thérapeutique[citation nécessaire], et il n'y correspond « aucun objet stable qui puisse porter le monde, point d'Archimède de l'ontologie » : l' absolu ne correspond à aucun Absolu. Pour la Voie du Milieu, il n'y a ni Réalité absolue ni connaissance qui représenterait un point d'appui.

##### Vérité ultime et Nirvana
« Ne questionne pas au-delà, Gargi, de peur que la tête ne te tombe. Tu questionnes au-delà d'une divinité au-delà de laquelle on ne peut questionner. Ne questionne pas au-delà, Gargi. Sur ce Gargi s'arrêta,. »

— Brhadaranyaka-upanisad 3.6.1 (citée par Guy Bugault)
Le terme nirvana correspond à deux idées différentes que l'on peut distinguer par l'emploi ou non d'une majuscule (« le nirvana n'est pas le Grand Nirvana » selon le canon bouddhique, où Grand signifie inconcevable
), correspondant aux deux réponses possibles à cette question : la Vérité ultime est-elle le nirvana ou le précède-t-elle (la prajna lui donnant accès) ?
- Le nirvana, généralement défini de manière apophatique ne débouche pas nécessairement sur l'affirmation d'un Absolu. Il représente l'attachement à la non-existence et le détachement des passions, mais sans accéder à la nature de Bouddha qui réside pourtant dans tous les êtres[78]. C'est dans ce sens que la RGVV[n 14] dit que le nirvana « non faux et non trompeur » est le paramartha[79], Vérité ultime.
- Le Nirvana est « au-delà de toute pensée négative, rejette même l'idée de rejet, il est absence de toute pensée intentionnelle et même de tout rejet de toute pensée intentionnelle »[80]. Georges Allyn souligne que la Vérité supérieure n'est pas absolue mais ultime[36], dernier relais avant le Nirvana[22], et Nagarjuna (Stances, 24.10) distingue trois termes : vyavahara, paramartha, Nirvana, où le sens ultime (paramartha) permet d'atteindre l'extinction (Nirvana) : la Vérité de sens ultime est le « dernier mot » sur le Chemin bouddhique, après quoi il n'y a plus de Chemin, c'est l'extinction[73], l'illumination, l'instant où il n'y a plus rien à voir[81].

#### Approches indirectes
« L'existence et l'extinction, toutes deux, n'existent pas, c'est la connaissance parfaite de l'existence qui est appelée extinction. »

— Ludovic Viévard - L'absolu

##### Énoncés apophatiques
Il est dit de la Vérité absolue qu'elle est « adamantine parce qu'impénétrable à toute autre connaissance que la connaissance intérieure, immédiate, d'ordre mystique », inconcevable et indicible, s'opposant à la pensée ordinaire dualiste. Nombre de soutras et de sastras bouddhiques le rappellent : la Réalité de Sens absolu est impensable, inexprimable et inaccessible au raisonnement hypothétique, l'absolu ne se laisse pas définir car « L'ultime n'est pas du domaine de l'intelligence » :
« Non connaissable par autre chose, paisible, non discouru par le pur discours, c'est l'aspect de la Vérité, indiscriminante et non polysémique » (Nagarjuna stance XVIII, 9).
« Non dépendant d'un autre, apaisé, non manifesté par la pensée discursive, sans concept, sans diversité de sens » (Candrakirti évoquant le réel en citant Nagarjuna).
Le réel « n'est objet ni d'enseignements ni de connaissance », non caractérisable et inaccessible, selon Candrakirti et le Madhyamika,,.
« La Vérité absolue se tient au-delà de toute notion rationnelle, et l'on ne peut y accéder par déduction ou induction, sous-produit de l'intellectualisation » (selon F. Chenet).
J. K. L. Thayé résume l'ensemble de ces négations en commentant Maitreya :

« L'Éveil (...) est indicible parce qu'il est absolu (...) Il est absolu parce que la pensée ne peut l'analyser (...) Il n'est pas un objet d'analyse parce qu'on ne peut pas l'inférer à partir de comparaisons (...) On ne peut pas l'inférer parce que rien ne lui est supérieur ou même équivalent (...) On ne peut le ramener ni à l'existence ni à la paix. »

— Jamgon Kongtrul Lodrö Thayé, Commentaire de l'Uttaratantra-sastra

##### Énoncés paradoxaux
Les énoncés paradoxaux sont également fréquents à propos de la Vérité ultime, proches de la rhétorique des koans et prolongeant les énoncés négatifs. Ainsi Candrakirti : « Voir l'absolu c'est voir qu'il n'y a rien à voir » ou bien, pour évoquer  la compréhension intuitive de la Vérité, la RGVV invoque un « savoir né de lui-même » et la vision n'est pas illumination, mais le signe de l'erreur puisque pour Bhavaviveka « tout ce qui est visible n'est pas vrai »
.
Les exégètes poursuivent dans cette direction : « comprendre le sens ultime c'est comprendre qu'il n'y a rien à comprendre », ou bien « L'illumination est l'instant où il n'y a plus rien à voir » et encore « Il n'y a pas de sens ultime, le sens ultime, c'est l'absence de sens ultime. Il n'y a pas non plus de signification première, toutes les significations sont secondes et l'origine des significations est, elle-même, insignifiante ».

##### Caractère métalinguistique
L'absence de transcendance justifie le caractère coextensif de différents couples comme la samvrti et le paramartha, que l'on retrouve entre nirvana et samsara (« Comme nirvâna et samsâra, toutes les choses sont non-deux (advaya). Il n'y a pas de nirvâna sauf là où est samsâra ; il n'y pas de samsâra sauf là où est nirvâna »), entre le relatif et l' absolu (par la coproduction conditionnée), entre l' Esprit et le Bouddha, ou encore entre prajna et dhyana. Ces expressions traduisent le caractère abolitif (i.e. non constructif) de la dialectique qui s'établit à l'intérieur de ces couples de notions. Ainsi entre Esprit et forme, ou entre relatif et Absolu :

« Toutes les formes que l'on voit sont des visions de l'Esprit. L'Esprit n'existe pas en soi, il existe à travers les formes (...) Comprenez que les phénomènes et l'Absolu sont sans obstruction réciproque. Ainsi en est-il du fruit de l'éveil. (...) Lorsqu'on sait que la forme est vide, la production devient non-production. »

— Mazu, Les Entretiens
Cette dialectique du Madhyamika, abolitive (il n'y a finalement rien à supprimer puisque rien n'existe réellement, et les Quatre nobles vérités sont elles-mêmes vacuité) confère à la Vérité ultime un caractère métalinguistique : elle ne concerne pas une action sur le monde mais une réforme de la pensée. La valeur virtuellement métalinguistique, i.e. sans signifié objectif et substantiel, correspond à une fonction d' indication pour un objet impensable et inexprimable, et c'est toute la dialectique de Nagarjuna, selon laquelle la vérité mondaine est un point d'appui pour réaliser la Vérité ultime, qui doit être comprise comme un métalangage.
L'enseignement du Madhyamika n'ayant de valeur que thérapeutique, s'interroger sur la vérité ou la fausseté n'a de sens que pour la portée sotériologique de ces notions : « La vérité est un remède. Antidote à une erreur (...) elle est destinée à être expulsée après qu'elle a rempli son office (...) cet aspect fait que la doctrine fonctionne avant tout comme une médecine ».

« Les soûtras parlent selon le cœur des êtres, et ce n'est pas la réelle vérité que leurs mots véhiculent (...) Les textes sont censés recourir aux fictions des sots pour ne pas les décourager, si bien qu'ils n'exposent pas dans sa réelle vérité l'objet de la réalisation de la sublime sagesse. C'est pourquoi il faut suivre ce que les enseignements signifient sans s'attacher à ce qu'ils disent, »

— Lankavatara soûtra, II, 28
Asanga et d'autres mystiques affirment qu'au niveau de la Vérité ultime, « Buddha » ou « Soi » ne sont que des expressions pour la non-production et le Lankavatara Soutra confirme « La Vérité absolue n'est pas plus le langage que ce qu'il dit ». Ludovic Viévard conclut : « Le monde de la Voie du Milieu est un décor et l'absolu lui-même n'est que carton-pâte. Ainsi s'évanouit en fumée cette réalité imaginée par les profanes, voire par les saints, et que le Bouddha lui-même, par pitié pour les êtres et pour ne pas les effrayer, a parfois feint d'admettre».

### Réalisation: Sens Suprême
« Celui qui voit le réel montre aux êtres leur essence de Vainqueurs »

— Maitreya - La quintessence des tathagatas
L'approche en tant que Sens Suprême, « affranchissement de toute noèse et de toute intelligibilité » conduit à considérer la Vérité suprême dans la perspective de l'éveil bouddhique (« seule la Vérité libère », « extinction de toute pensée intentionnelle sinon de toute pensée ? »)[source détournée]. Selon Lilian Silburn, l'approche existentielle de la Vérité ultime comme réalisation par un accès à l'intériorité ne présente rien de commun avec les spéculations philosophiques, contrairement à « l'Occident où la spéculation philosophique a trop longtemps représenté une fin en soi ».
Dans cette acception, la réalisation comprend trois aspects : (1) manifester le principe (la « Base causale », « Cause motivante ») - (2) réaliser la pratique (le Chemin) - (3) obtenir le Fruit (le Sens, la bodhi). Mais si la Réalité absolue est le Fruit elle est aussi la Cause motivante, l'embryon de tathagata immanent à chaque être animé, et le Chemin relie alors l'Absolu (à l'état de Cause) à l'Absolu (à l'état de Fruit). D'autre part, la pratique est également considérée comme indissociable de la réalisation (le Fruit), comme le souligne le principe Zen du shushô ittô.
Le terme Sens Suprême  est donc la désignation d'une approche de la Vérité de Sens ultime en trois composantes unifiées avec le Fruit, et le RGVV précise les relations entre ces trois éléments :

« le Sens est inexprimable mais la lettre explique le Chemin menant à l'obtention du Sens en le constatant directement. Les mots qui donnent expression au Support du Chemin expliquent celui-ci »

— D. S. Ruegg, La nature inexprimable et inconnaissable de l'Absolu

« La buddhi [le Corps du buddha] est issue des mérites, indiquée par l'indication de la Vacuité, permanente dans le discours conventionnel, désignation conventionnelle au Sens absolu et Sens absolu par l'expression réelle »

— D. S. Ruegg, La notion de Réalité absolue

#### La Base causale (hetu)
« La nature de la dimension absolue est le support de l'accomplissement »

— Maitreya - L'Ornement des réalisations manifestes
Ce terme désigne l'embryon de tathagatagarbha présent chez tous les êtres animés, porteurs de la quintessence du Bouddha conformément à la doctrine de l'Éveil universel,. La Base causale, immanente et point de départ du Chemin, est constituée des topiques philosophiques compris dans les deux Vérités.
Pour le Sautrāntika elle correspond à la notion du sanskrit gotra, « pierre précieuse cachée dans sa gangue », Cause motivante du perfectionnement spirituel et de la réalisation du Fruit, aptitude à la purification. Du point de vue de la Vérité mondaine, cette notion peut être considérée comme un moyen salvifique entachée de dualité, mais la compréhension, quand elle est complète, est « comme l'eau qui s'unit à l'eau », non duelle.

#### Le Fruit (phala)
« Le sage, ayant donné congé à la Vérité transcendante comme à la Vérité de convention (...) après avoir vu la vacuité de toutes choses, ce qui est la sagesse, voit la vacuité de la sagesse elle-même »

— Guy Bugault - La sagesse a-t-elle encore une saveur ?
Au bout du Chemin, l'intuition prend la place de la connaissance lorsque prajna (sapience) et dhyana (recueillement) ne s'opposent plus, se complètent, et que leur différence, phantasme de la sagesse mondaine, finit par s'estomper : le Fruit n'est pas la connaissance [de la Vérité ultime] où le sujet et l'objet viendraient en coïncidence. C'est une intuition dont le sujet comme l'objet sont absents. Il s'agit de la bodhi, du tathagatagarbha, de l'Éveil, métaphores du Fruit, but transcendantal visé par l'exercice spirituel.
Dès lors que la percée vers l'absolu, ou l'irruption de la Réalité ultime au sein de la conscience individuelle, est définie comme un retour à sa propre nature par une actualisation de la nature de Buddha en soi, donc comme la réalisation du même, il s'agit d'une actualisation, non d'une apothéose : seul le Buddha devient Buddha.

#### Le Chemin (marga)
« Puisque la pratique n'est autre que l'Éveil attesté, l'Éveil attesté est sans limite ; puisque l'Éveil attesté n'est autre que la pratique, la pratique est sans commencement »

— Dōgen - Bendôwa - Entretiens sur la pratique de la Voie
Cette notion rejoint la notion bouddhique de « véhicule »,. Il s'agit des exercices spirituels qui conduisent à l'Éveil en reliant l'Absolu à l'état de Cause motivante à l'Absolu à l'état de Fruit, processus de perfectionnement progressif permettant au pratiquant de réaliser le Fruit sur la base du Support causal.
Depuis la Vérité mondaine, le but de la pratique est la progression du pratiquant et la Réalité absolue paraît alors se composer des mérites du Chemin vers la compréhension du Corps de la Loi. Mais la sotériologie bouddhique ne fait pas de distinction entre ce qui est de l'ordre du moyen (le Chemin) et le terme de celui-ci (le Fruit) selon le principe de l'unité et égalité de la pratique et de la réalisation : « Selon la Loi de l'Éveillé, la pratique et l'Éveil attesté ne font qu'un. Puisque, en ce moment même, la pratique s'effectue au sein même de l'Éveil attesté, la pratique du cœur du débutant recouvre la totalité de l'Éveil originel attesté ».
Contrairement à l'Occident où la spéculation philosophique est souvent une fin en soi, le bouddhisme souligne généralement qu'« on ne peut comprendre la Vérité ultime par un acte de parole et de conceptualisation différenciatrice ». La Vérité ultime peut cependant être l'objet de cette parole qui ne fait alors qu'exposer le Chemin, préparant la compréhension non verbale et non conceptuelle, indicative du sens,

« La Vérité absolue n'est pas plus le langage que ce qu'il dit, parce que la Vérité absolue est l'objet de la sublime félicité à laquelle le langage permet d'accéder et qui ne l'est donc pas. »

— Lankavatara soûtra
Au sein du Védanta, un débat oppose Ramanuja et Shankara à propos de la notion de degrés dans la vérité : la connaissance vraie n'annule pas la connaissance erronée (l'objet de la connaissance est irréel, mais sa représentation est réelle), c'est la causalité de l'objet irréel qui est annulée et n'engendre plus de connaissance objectivement fausse. Il n'y a pas, pour la connaissance comme pour l'être, plusieurs plans de vérités qui s'annuleraient progressivement jusqu'à la Vérité absolue. Selon Olivier Lacombe, cette remarque exclut la possibilité d'atteindre la Vérité ultime par pure glose.

#### Intériorité - mysticisme
« A l'aide de diverses illustrations et caractéristiques je parle à mes fils. Mais c'est en soi-même qu'il faut percevoir la Réalité ultime »

— Lankâvatara Soûtra
Le Lankavatara rappelle que la réalisation est intériorité puisque la Cause motivante pour la réalisation du Sens Suprême est immanente,. La parole n'est qu'indicative du Sens, la Réalité ultime, non dualiste, ne peut être qu'intérieure. Comme l'indique Bugault se référant à Nāgārjuna, « il y a, au delà des mots, un sens ultime (parama-artha), impossible à connaître par l’enseignement d’autrui (aparapratyaya) »,.
Il est dit de la Vérité absolue qu'elle est « adamantine parce qu'impénétrable à toute autre connaissance que la connaissance intérieure, immédiate, d'ordre mystique », inconcevable et indicible, s'opposant à la pensée ordinaire dualiste et Marinette Bruno rappelle la légende du Pic des Vautours, selon laquelle le Buddha aurait montré une fleur à une foule assemblée et personne ne comprit sauf Mahakashyapa qui simplement sourit, et le Bienheureux lui transmit directement, en dehors des Écritures, le vrai Dharma :

« La transmission directe, en silence, dans l'instant, jaillie du Cœur de l'Éveillé, est bien la plus grande, la vraie méthode, celle qui éclipse les autres et que l'on appellerait plus justement non-méthode »

— Marinette Bruno, Zen - Racines et floraisons

### Vérité ultime et psychanalyse
« Sans objectivité ni subjectivité, il [l'ego] n'est plus désormais qu'un seul bloc existentiel, total et massif »

— Richard J. DeMartino - L'ego devenu koan
Selon Georges Allyn la doctrine de la Vérité ultime présente plus de similitudes avec la psychothérapie qu'avec la théologie : c'est l'appréhension intuitive qui mène à la guérison ; la théorie est intentionnelle ; des éléments non scientifiques y sont acceptés comme évidents ; le point de départ (« la base causale ») est l'ici-et-maintenant ponctuel, essence du réel selon Dignāga et le bouddhisme Sautrāntika : « L'essence du réel se ramène à la réalité de l'instant, seul le point-instant est réel de façon ultime, et son signe distinctif est sa capacité d'être efficient alors que l'image mentale n'a pas d'efficience propre ».
Comment surmonter la souffrance, première des Quatre nobles vérités, celle que crée l'expérience initiale de la séparation, l'aliénation et la dualité ? Plutôt que le retour au sein de la mère retrouvant la symbiose (la non-différenciation primitive qu'observe le psychanalyste chez le nourrisson) par une régression au stade de l'apparition de la conscience et de la dualité, la réponse de la psychanalyse comme du Bouddhisme et du Védanta est de devenir totalement né en développant conscience et compassion, nouvelle unité avec le monde.
Bin Kimura, psychiatre formé à l'École de Kyoto imprégnée des spiritualités orientales et du Zen en particulier, estime que toute égologie est pathologique et que la déconstruction de la représentation bipolaire de soi et du monde est une question de santé mentale, individuelle et collective. Richard DeMartino  décrit, à partir de son expérience personnelle et en termes analytiques, le processus (qu'il nomme ego-koan) de « la saisie de la réalité par la méthode Zen pour surmonter la division du double clivage interne et externe qui écarte l'ego de lui-même et de son monde, pour lui permettre de connaître dans la vérité ce qu'ils sont l'un et l'autre ».
Erich Fromm, psychanalyste, remarque que la vision psychanalytique est vraie et soudaine de même que pour les écoles « subitistes » du Zen, ce que confirme Richard DeMartino : le dévoilement de l'inconscient jusqu'à ses ultimes conséquences peut être un pas vers l'illumination la plus absolue et la plus réaliste.

## Articulation des deux Vérités
« Le nom du signifiant, c'est le mondain, la loi du signifié, c'est le Sens Vainqueur,. »

— Maître Vasumitra - (Sarvâstivâdin).
T. Yamauchi rappelle que discriminer les deux Vérités est l'une des tâches répétées de la bouddhologie, et le rapport des deux Vérités entre elles est présenté soit en établissant une tension dialectique entre les deux, soit par des comparaisons selon différents critères, ou encore par référence à d'autres éléments structurants de la pensée bouddhique.
Un consensus semble établi (analysé par T. Yamauchi, ou J. May, repris par L. Viévard et encore G. Bugault) pour identifier la notion de coproduction conditionnée comme étant l'articulation commune aux deux Vérités mais avec des sens différents : du point de vue « mondain », cette notion est réelle, alors qu'elle est vide du point de vue du Sens Suprême.

### Approches comparatives et dialectiques
- Approche dialectique

Les deux Vérités sont souvent placées dans un rapport dialectique : « Sans l'échelle de la samvrti, le sage ne montera pas au sommet de la Réalité » ou selon Nagarjuna « Faute de prendre appui sur l'usage ordinaire de la vie, on ne peut indiquer le sens ultime », mais aussi Dôgen dénonçant (contrairement aux écoles du Chan chinois) l'erreur de ceux qui considèrent que la loi mondaine est dénuée d'utilité, ce que reprend T. Yamauchi en précisant qu'il n'y a pourtant pas de contradiction et que « Le Sens Vainqueur est à la lettre une Vérité mondaine qui s'impose et les ascètes doivent y entrer en dépassant et rejetant le profane ».
- Définitions relatives

Une ligne de partage entre les deux Vérités peut être envisagée en les considérant comme deux registres : « d'un côté un code opérationnel et pragmatique réglant les transactions de la vie courante ; de l'autre une vérité nue, vécue et non plus représentée, existentielle et non plus symbolique » ou encore selon leur valeur sotériologique « L'ascète, après  avoir compris que la Vérité de surface est édifiée par la seule ignorance et n'existe pas en elle-même, en reconnaît la vacuité en tant que Réalité absolue ».
Le Védanta accorde cependant une valeur positive de délivrance à la Vérité mondaine, par une conquête personnelle et volontaire mais qui reconnaît sa Vérité relative, en deçà cependant de la délivrance absolue qui se situe au-delà du bien et du mal : « La suprême sagesse ne s'attarde plus à reconnaître au fini sa valeur relative avant l'ultime silence ».
T. Yamauchi préfère ne pas établir de hiérarchie suivant en cela l'Abhidhamma mais concède que rien n'empêche de considérer que la vacuité au Sens Suprème se place au-dessus de celui du profane.
Le Madhyamika souligne pourtant la vacuité de Vérité mondaine et privilégie la vue selon la Vérité ultime, reprochant au Yogacara une tendance substantialiste. Un courant conciliateur propose d'adopter la vue du Yogacara pour décrire la Vérité mondaine, en reconnaissant toutefois la suprématie du Madhyamika pour la description de la Vérité ultime.

### Autres références doctrinales
- Référence au tétralemme

Le tétralemme met en relation les deux Vérités. Les premier et deuxième lemme représentent la logique mondaine de la bivalence alors que la logique du monde du Sens Suprême est gouvernée par les troisième et quatrième lemme, de bi-négation et bi-affirmation. Dans la Vérité mondaine, le principe de raison aristotélicien est un article majeur de la Vérité mondaine et s'étend à tout ce qui existe, mais ne concerne ni le paramartha ni le nirvana.
Le bouddhisme fonde son système philosophique sur une logique de négation, et le troisième lemme accomplit la conversion du profane en Sens Suprême  qui se réalise par la négation absolue qui nie négation et affirmation. Olivier Lacombe résume la pensée de Shankara en appliquant les lemmes trois et quatre : du point de vue ultime, le samsâra « est et n'est pas, ni être ni non-être » : ces deux lemmes impliquent et permettent l'éveil inchoatif prenant conscience de l'éveil foncier,. Lorsque la pensée se fait vacante par le Sens ultime, ce n'est plus l'identité d'une chose à une autre qui est en cause, mais le principe aristotélicien de l'identité d'une chose à soi-même, intrinsèque.
Mais l'Absolu est encore au-delà, affranchi des quatre lemmes, indéterminable, vacuité translogique. Les termes du tétralemme servent à se dégager du paramartha vers ce qui se situe au-delà, où discours et concepts ne sont plus valables.
- Référence au triple Corps du Bouddha

Le corps du Dharma de transmission présente un double aspect : du point de vue de la Vérité absolue (le réel), les enseignements profonds ; et du point de vue de la Vérité relative (conforme aux dispositions des êtres) les enseignements de sens provisoire (soutras). Le corps essentiel correspond à l’Éveil absolu.

Un texte du VIe siècle indique ainsi que les deux Vérités réalisent les Trois Corps du Bouddha (sanskrit : trikaya) : ce qui relève de la Vérité authentique (le réel) réalise le Corps de la Loi, l'enseignement profond, « la sagesse qui se connaît elle-même », alors que ce qui relève de la Vérité profane, l'enseignement verbal adapté aux dispositions des êtres, les soûtras, réalise « les corps de correspondance et de transformation »,.

### Au-delà des comparaisons
« Rupture de la construction mentale, syncope, anacoluthe dans le discours, hoquet de la pensée. »

— Guy Bugault - Rationes contra
Dans une approche très orientale, le chapitre III du Soûtra du Dévoilement du Sens Profond est consacré à dénoncer deux erreurs : l'une qui serait, au niveau de la Vérité mondaine, de ne pas distinguer les deux Vérités, l'autre erreur étant, mais au niveau de la Vérité ultime, au contraire de les distinguer : la Vérité absolue transcende cette différence.
Guy Bugault estime que la contradiction (d'un point de vue de la philosophie occidentale) entre d'une part la Vérité mondaine, d'apparence, et d'autre part la Vérité ultime de la vraie nature des choses, totale vacuité, est un faux problème pour deux raisons :
- Le bouddhisme est une thérapie fondée sur trois remèdes (moralité sîla, méditation dhyâna, sapience prajnâ) et seule la troisième a une dimension philosophique, à laquelle la réduit trop souvent un préjugé occidental.
- Comparer les deux Vérités c'est faire rentrer la paramartha dans les catégories de la samvrtisatya, intégrer dans un code « quelque chose » insignifiant, insignifié.
Pour le Zen, l'éveil subit consiste à saisir simultanément les deux Vérités, en effectuant une paradoxale réconciliation du sacré et du profane, du Nirvana et du samsara, de l'éveil et des passions.
Guy Bugault conclut ainsi : « Plutôt que le passage d'une intellection à une supra-intellection, n'est-il pas plus conforme au génie bouddhique de le [l'éveil] décrire comme un affranchissement de toute noèse et de toute intelligibilité, comme l'extinction de toute pensée intentionnelle, sinon de toute pensée ? »

### Vérité double ou Vérités duelles
On trouve dans la littérature les deux locutions employées « deux Vérités » et « double Vérité ». Cependant, Georges Allyn estime qu'il n'est pas correct de traduire le sanskrit : dve satye par double Vérité et Guy Bugault exprime la même préférence, « double vérité » étant une traduction possible du sanskrit satyadvaya (utilisé notamment par Chandrakîrti).
Nagarjuna emploie le duel grammatical « Ceux qui ne discernent pas la ligne de partage entre les deux Vérités ne discernent pas la réalité profonde qui est dans la doctrine des Buddha » pour désigner « deux Vérités » dans une perspective strictement thérapeutique, alors que Candrakirti, plus spéculatif, utilise le terme de « double Vérité ». Selon Guy Bugault, Nagarjuna évite délibérément la facilité de langage d'une double Vérité qui pourrait induire une nouvelle synthèse, illusion spéculative. Comme pour samsâra et nirvâna, il n'y a pas de hiatus entre les deux, mais « rupture de la construction mentale, syncope, anacoluthe dans le discours, hoquet de la pensée ».